# Arkadiusz Ossowski
Arkadiusz Ossowski (ur. 4 listopada 1996 w Kwidzynie) – polski piłkarz ręczny, środkowy rozgrywający, zawodnik MMTS-u Kwidzyn.
Wychowanek MTS-u Kwidzyn, z którym w marcu 2015 zdobył brązowy medal mistrzostw Polski juniorów. W 2015 trafił do MMTS-u Kwidzyn, w którego barwach zadebiutował w sezonie 2015/2016 w Superlidze. W sezonie 2015/2016 występował jednak przede wszystkim w pierwszoligowym MKS-ie Grudziądz (na zasadzie użyczenia). W pierwszej rundzie sezonu 2016/2017 grał w Pomezanii Malbork (użyczenie; 11 meczów i 31 goli w I lidze). Następnie zaczął regularnie występować w MMTS-ie, kończąc sezon 2016/2017 z 18 meczami i 16 bramkami w Superlidze na koncie. W sezonie 2017/2018 rozegrał 27 spotkań i zdobył 36 goli.
W czerwcu 2013 wystąpił w barwach reprezentacji Polski juniorów młodszych w meczu towarzyskim z Francją (24:33), w którym zdobył jedną bramkę. W maju 2017 zadebiutował w reprezentacji Polski B – zagrał w spotkaniu z Węgrami B (27:21), w którym rzucił dwa gole. W lipcu 2017 został po raz pierwszy powołany przez trenera Piotra Przybeckiego do reprezentacji Polski seniorów na konsultację szkoleniową w Płocku (13–17 sierpnia 2017).